# نمين
نمين (بالفارسية: نمین) هي مدينة تقع في إيران في البلدة المركزية. يقدر عدد سكانها بـ 10,117 نسمة .